# Alvydas
Alvydas ist ein litauischer und prussischer männlicher Vorname, abgeleitet von al+ Vydas (Vidas), altpreußisch widdai ('sah').

## Personen
- Alvydas Baležentis (* 1949), Professor und Politiker, Mitglied des Seimas
- Alvydas Banys (* 1968), Finanzmanager der litauischen Private Equity „Invalda“
- Alvydas Katinas (*  1960), Politiker, Bürgermeister von Utena
- Alvydas Kirkliauskas (* 1954), Politiker und Strongman
- Alvydas Lukys (* 1958), Fotograf und Professor
- Alvydas Medalinskas (*  1963), Politiker und Journalist
- Alvydas Pumputis (* 1950), Verfassungsrechtler, Professor, Rektor der MRU
- Alvydas Sadeckas (* 1949), Unternehmer, Politiker, Polizeikommissar
- Alvydas Šiuparis (* 1970), Brigadegeneral
- Alvydas Šlepikas (* 1966), Schauspieler und Schriftsteller
- Alvydas Vaicekauskas (* 1957), Politiker, Bürgermeister von Prienai